# Centurion (Panzer)
Der Centurion (engl. für „Zenturio“) ist ein britischer Kampfpanzer, der während des Zweiten Weltkrieges entwickelt wurde.

## Entwicklung

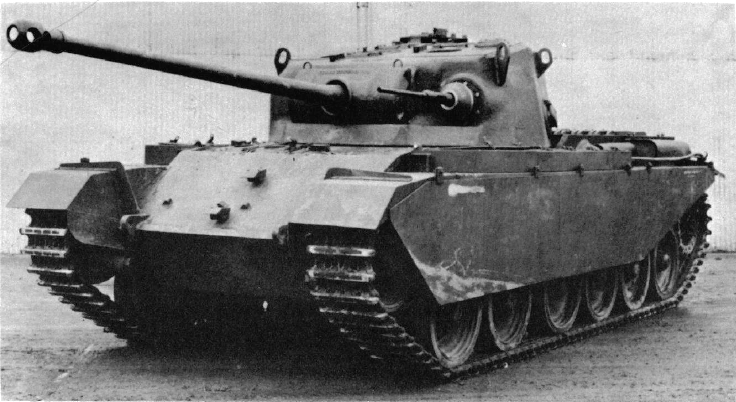
Prototyp A 41 mit sekundärem 20 mm-Geschütz (April 1945)

Die Entwicklung des Centurion begann während des Zweiten Weltkrieges, als die britische Heeresführung einen Panzer forderte, der in der Lage war, es mit den deutschen Panther- und Tiger-Panzern aufnehmen zu können. Bis zum Ende des Krieges im Mai 1945 konnten lediglich sechs Exemplare des Centurion fertiggestellt werden, die nach Deutschland verschifft, aber nicht mehr eingesetzt wurden. Nach Kriegsende gingen die Entwicklungsarbeiten weiter, sodass der Centurion kurz darauf in die britische Armee eingeführt und dort als Kampfpanzer übernommen wurde. Der Centurion wurde aufgrund seiner mehrfach verstärkten Panzerung, der Feuerleitausstattung und Bewaffnung als einer der besten Panzer des Kalten Krieges bezeichnet. Er wurde im Laufe der Jahre mehrfach aufgewertet; insgesamt wurde allein die Kampfpanzer-Version des Centurion zwölfmal kampfwertgesteigert (bis zur Mk.13-Version). Daneben wurden noch zahlreiche andere Militärfahrzeuge auf Basis des Centurion gebaut, unter anderem Brückenlege- und Bergepanzer-Versionen. Ab 1962 wurde der Centurion dann vom Chieftain abgelöst.
Der Centurion wurde auch außerhalb Großbritanniens in großer Stückzahl eingesetzt und versah in zahlreichen Ländern rund um den Globus seinen Dienst. Er dürfte einer der weitestverbreiteten westlichen Kampfpanzer sein. In vielen Staaten wurde der Centurion unabhängig von Großbritannien in Eigenregie weiterentwickelt und wird in deren Streitkräften teilweise bis heute eingesetzt (Stand 2005). Der höchstentwickelte noch auf dem Centurion basierende Kampfpanzer dürfte momentan (Stand 2005) der südafrikanische Olifant 2B sein.
Der Centurion wurde diverse Male in Kriegen eingesetzt, etwa auf israelischer wie jordanischer Seite im Jom-Kippur-Krieg, von australischen Streitkräften im Vietnamkrieg oder durch Einheiten Südafrikas im angolanischen Bürgerkrieg.
Als ein großer Nachteil, zumindest der in der britischen Armee eingesetzten Centurion-Versionen, wurde der leistungsschwache Motor mit 650 PS und die relativ geringe Höchstgeschwindigkeit bei hohem Treibstoffverbrauch angesehen.

## Varianten

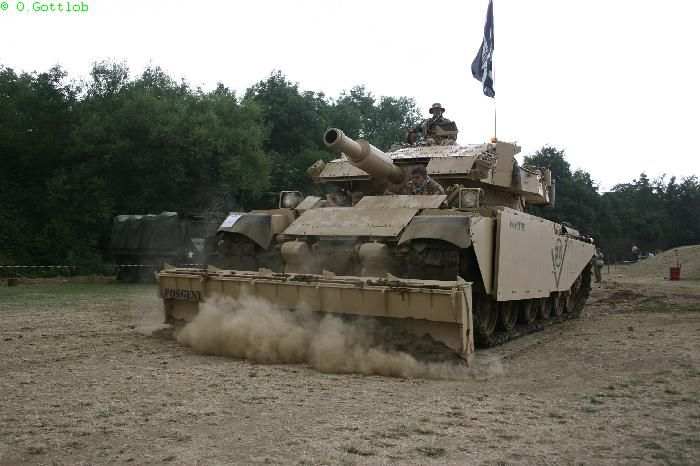
Centurion AVRE 165

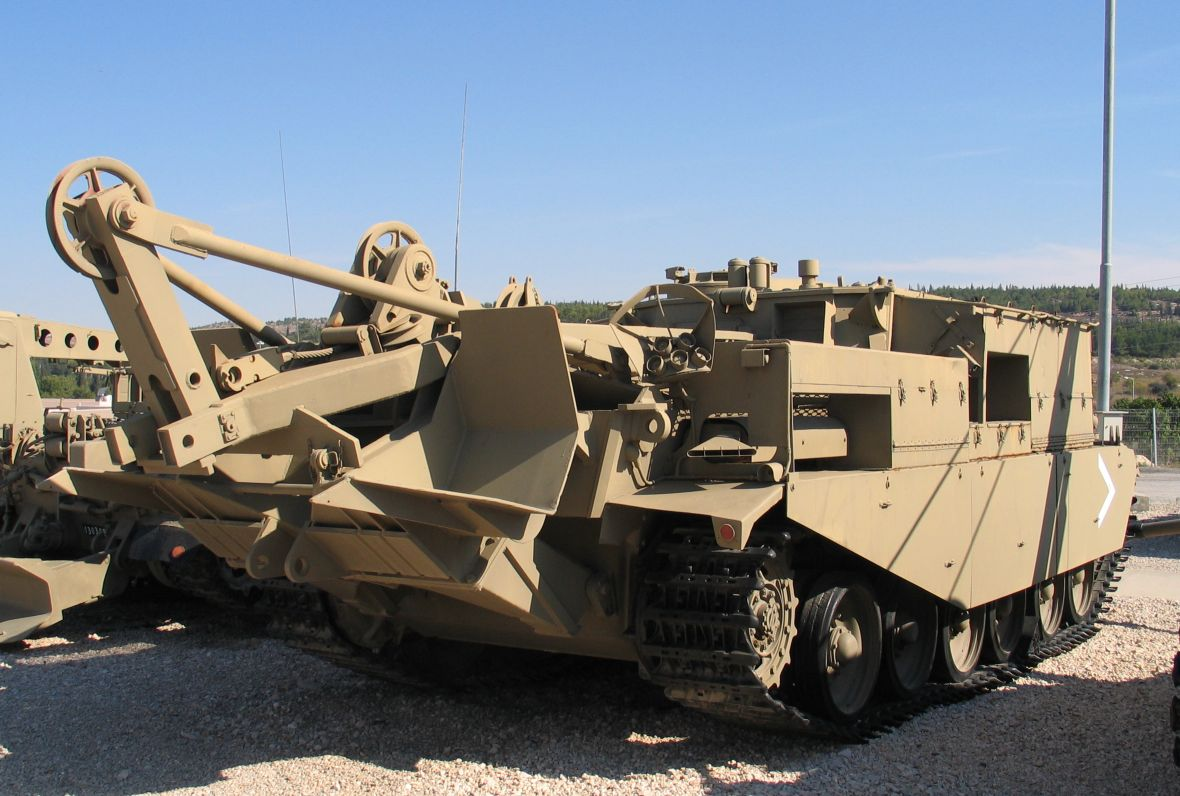
Centurion ARV Mk II

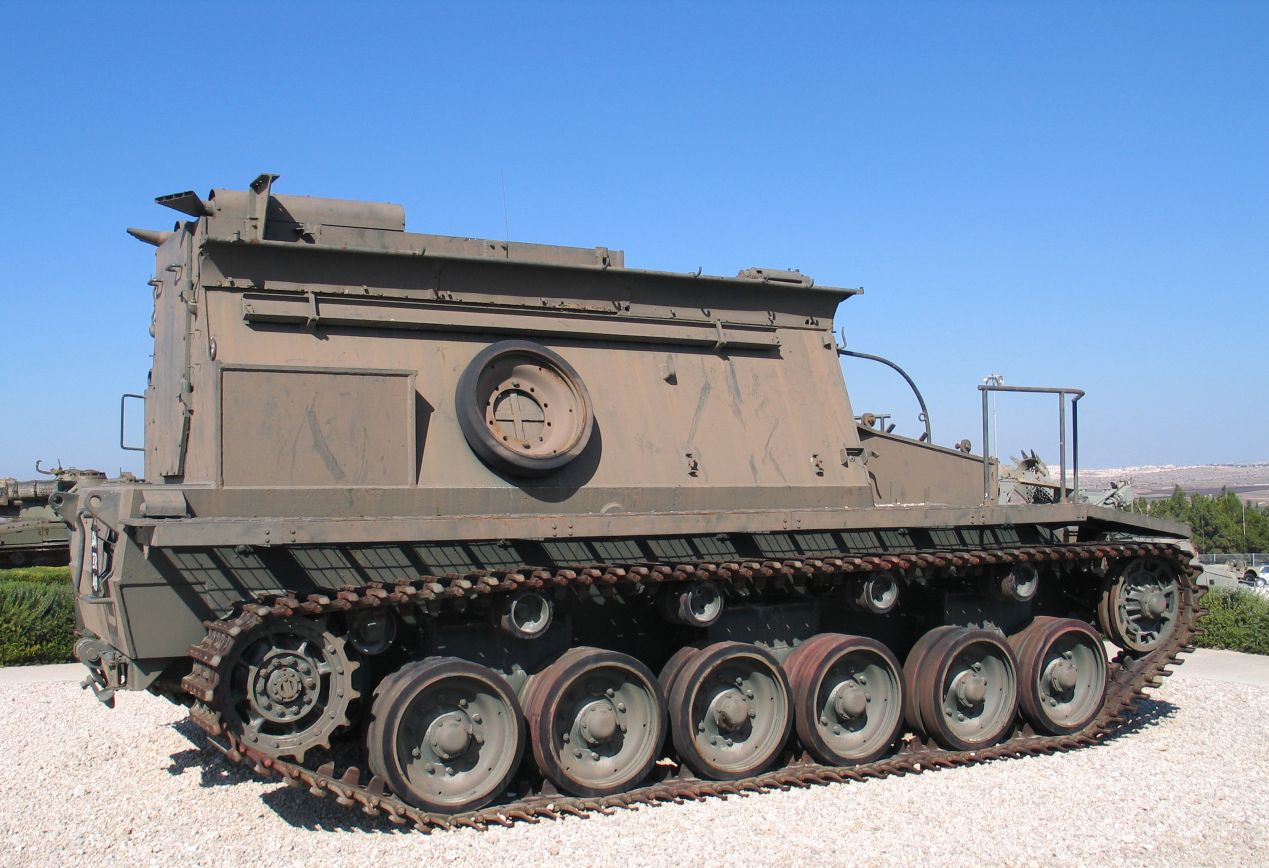
Centurion BARV

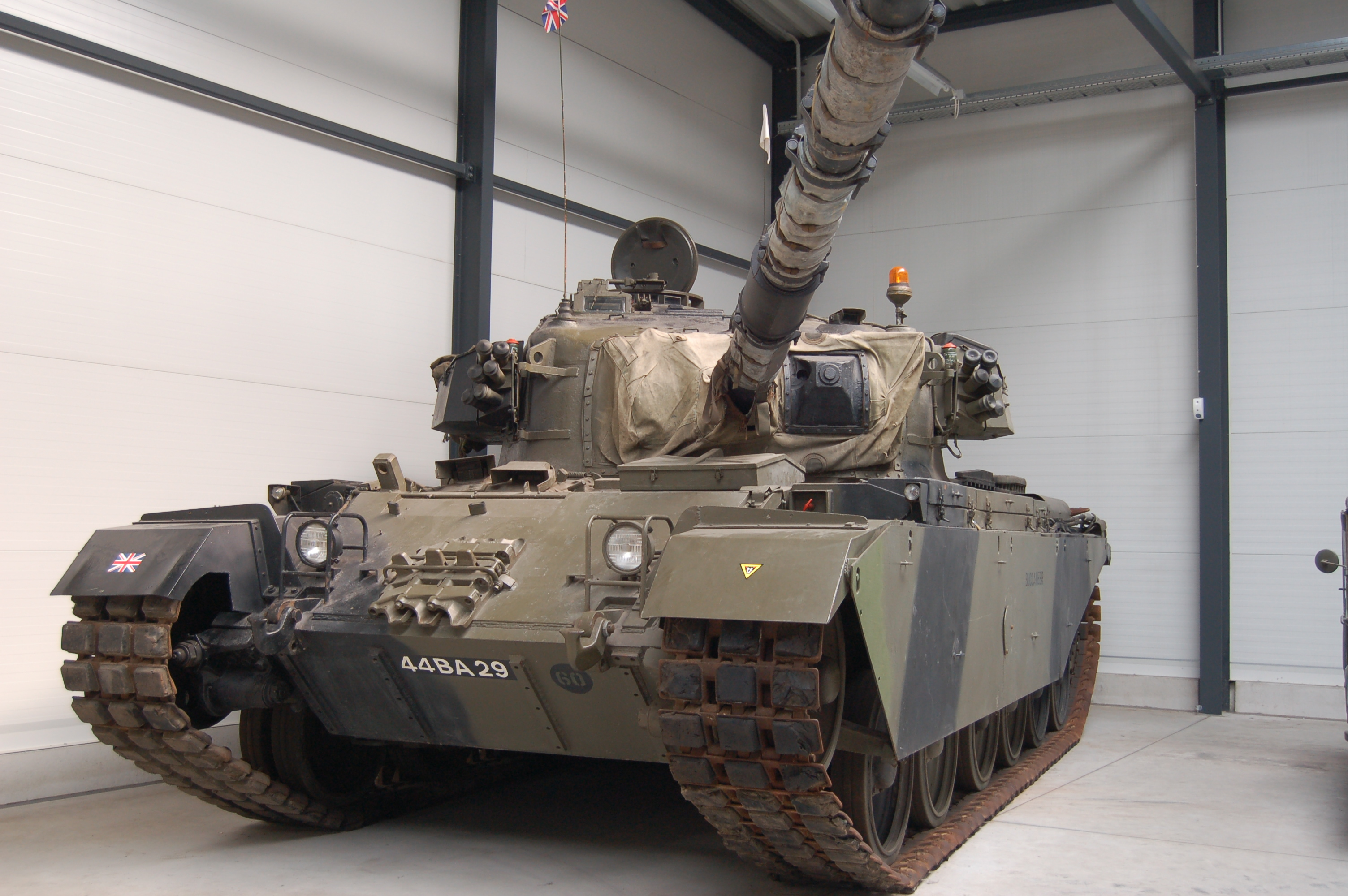
Centurion 12 AVRE 105

Im Dienst der britischen Streitkräfte geordnet nach FV-Nummer
- FV4007 Centurion Mk 1, 2, 3, 4, 7, 8/1, 8/2
- FV4011 Centurion Mk 5
- FV4012 Centurion Mk 7/1, 7/2
- FV4015 Centurion Mk 9
- FV4017 Centurion Mk 10
- FV4003 Centurion Mk 5 AVRE 165 – AVRE (Armoured Vehicle Royal Engineers) mit einer 165-mm-Kurzkanone und fünf Mann Besatzung
- Centurion Mk 12 AVRE 105 – ehemalige Artillerie-Beobachtungspanzer, zum Pionierpanzer umgebaut
- FV4019 Centurion Mk 5 – Planierraupe
- FV4016 Centurion ARK
- FV4002 Centurion Mk 5 – Brückenleger
- FV4006 Centurion ARV Mk 2
- FV4013 Centurion ARV Mk 3
- FV4004 Conway – Prototyp mit Turm für Kanone mit größerem Kaliber
- FV4005 Stage I - Prototyp mit drehbarer Kanonenplattform für die Selbstlader - Variante der L4A1 183 Millimeter Kanone
- FV4005 Stage II - Prototyp mit Turm für die L4A1 183 Millimeter KanoneStage-II-Prototyp

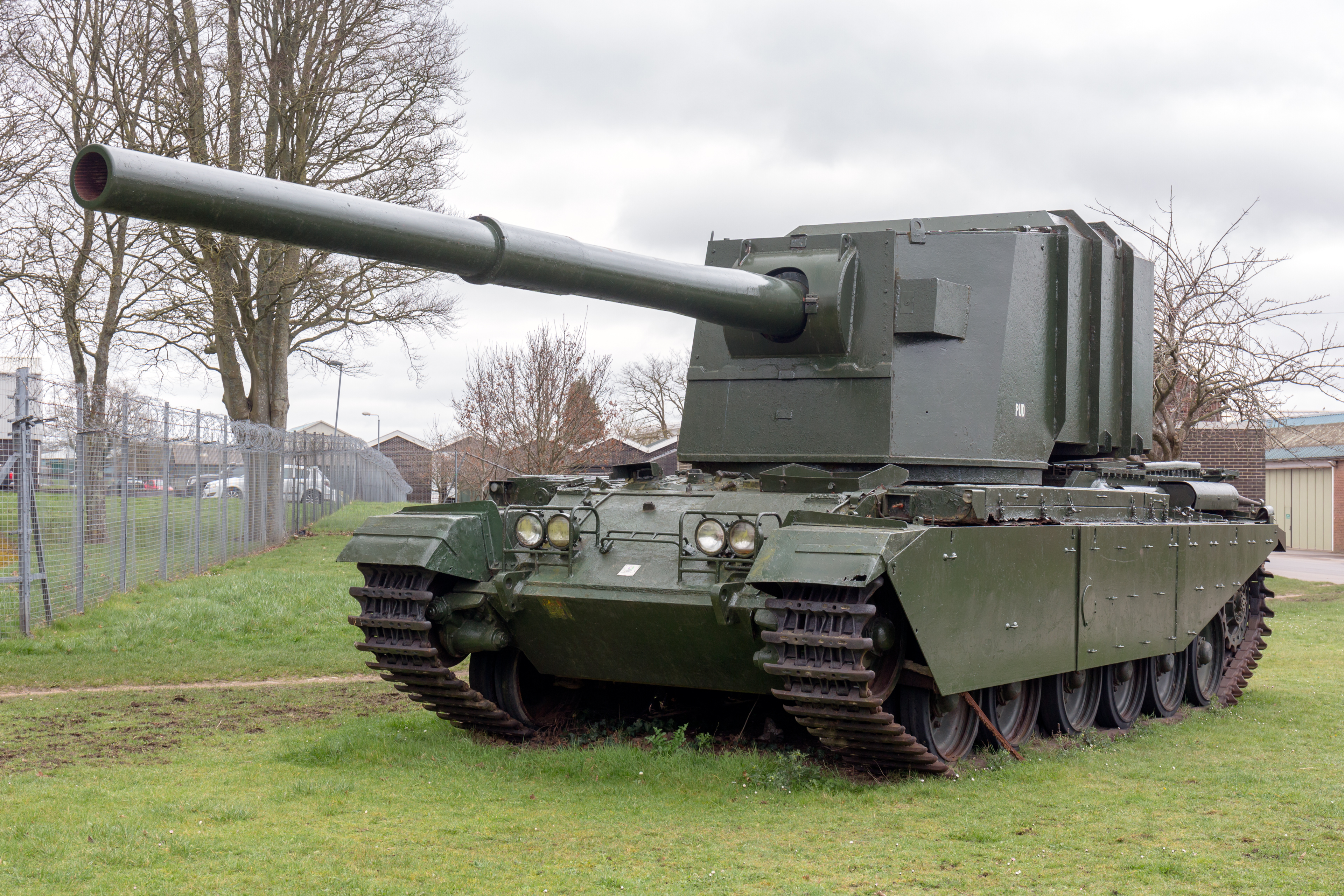
Stage-II-Prototyp

- FV4018 Centurion BARV – Beach armoured recovery vehicle, gepanzertes Bergefahrzeug für Landeoperationen Royal Marines

Die verschiedenen Versionsmerkmale
- Mk 1 – 76,2-mm-Bordkanone (17pdr), 20-mm-Kanone, 7,92-mm-MG Besa
- Mk 2 – stabilisierte Bordkanone, rohrparalleles (koaxiales) 7,92-mm-MG Besa
- Mk 3 – 83,4-mm-Bordkanone (20pdr)
- Mk 4 – 95-mm-Haubitze (nur Entwurf)
- Mk 5 – wie Mk 3, jedoch mit 7,62-mm-MG Browning
  - Mk 5/1 – verstärkte Panzerung
  - MK 5/2 – Umrüstung auf 105-mm-Bordkanone
- Mk 6 – wie Mk 5, jedoch mit 105-mm-Bordkanone (nur Prototyp)
  - Mk 6/1 – mit IR-Ausstattung und Einschieß-MG
- Mk 7 – wie Mk 5, jedoch mit höherer Kampfbeladung
  - Mk 7/1 – verstärkte Panzerung
  - Mk 7/2 – Umrüstung auf 105-mm-Bordkanone
- Mk 8 – wie Mk 7, jedoch mit flexibler Blende und Gegendreh-Kuppel des Kommandanten
  - Mk 8/1 – verstärkte Panzerung, IR-Ausstattung und Einschieß-MG
  - Mk 8/2 – Umrüstung auf 105-mm-Bordkanone
- Mk 9 – wie Mk 6, jedoch mit 105-mm-Bordkanone L7 A1 L/51
- Mk10 – wie Mk 8, jedoch mit 105-mm-Bordkanone L7 A1 L/51
  - Mk10/1 – IR-Ausstattung und Einschieß-MG
- Mk11-13 – wie Mk10, jedoch mit kleinen Verbesserungen (Fla-MG, IR-Ausstattung, Einschieß-MG)

## Nutzerstaaten
Daten aus
- Ägypten – 41
- Australien – 143
- Dänemark – 216
- Griechenland – Unbekannte Anzahl
- Indien – 220
- Irak – 55
- Irland – Unbekannte Anzahl
- Israel – 1185. Z. T. verbessert zur Version Scho’t.
- Jordanien – 343. Z. T. verbessert mit neuem Dieselmotor, hydropneumatisches Fahrwerk und digitalem Feuerleitsystem. Lokale Bezeichnung Tariq.
- Kanada – 374
- Kuwait – 50
- Libanon – 12
- Libyen – 6
- Niederlande – 662
- Neuseeland – 11
- Österreich – 1985 wurden vom österreichischen Bundesheer über 300 Kampfpanzer, Bergepanzer sowie Brückenlegepanzer Centurion aus niederländischen Beständen beschafft. Die Türme mit ihren 105-mm-PzK L7 wurden ausschließlich in „Festen Anlagen“ (FAn) verbaut. Einige Fahrzeuge sind bis heute erhalten und im „Panzergarten“ des Wiener Heeresgeschichtlichen Museums ausgestellt.
- Singapur – Unbekannte Anzahl
- Somalia – Unbekannte Anzahl
- Südafrika – 203. Skokiaan (Prototyp), Semel (Prototyp – ähnlich israelischem Scho’t) und südafrikanischem Olifant (wesentlich weiterentwickelt)
- Schweden – 350. Leicht modifizierte Varianten, die unter den Bezeichnungen Stridsvagn 81 (Centurion Mk 3), Stridsvagn 101 (Centurion Mk 10), Stridsvagn 102 (kampfwertgesteigerter Stridsvagn 81) und Stridsvagn 104 (kampfwertgesteigerter Stridsvagn 102) in der Armee geführt wurden
- Schweiz – 100 Panzer 55 (Centurion Mk 7/1), 100 Panzer 57/60 (Centurion Mk 7/2), 10 Entpannungspanzer 56 (Centurion ARV). Später Einsatz der Türme als Centi Bunker.
- Vereinigtes Königreich – Unbekannte Anzahl